# Дитирамб
Дитирамб је хорска песма посвећена Дионису, богу вина и уживања. Појам потиче од грчке речи дитирамбос (грч. διθύραμβος, Dithyrambos) и представља надимак овог бога. Лирски дитирамб дотерао је Коринћанин Арион. Данас је дитирамб лирска песма у којој песник пева и слави земаљску срећу и уживање.
Сматра се да је из дитирамба настала трагедија, јер је дијалогом хоровође и хора у дитирамбу настао драмски однос а тако и сама античка драма, сценски облик изражавања врло значајан за настанак драмске уметности. Празник у част бога Диониса представљао је почетак позоришних представа у Атини. За време Великих дионизија наступали су хорови, чији су певачи били обучени у јарећу кожу и певали дитирамбе. Певање је било праћено игром. Из тих дитирамба настала је трагедија (грч. трагос – јарац и еда – песма, „песма јараца“).
Аристотел у свом делу „О песничкој уметности” пише да трагедију стварају они који дају тон, који почињу дитирамб, односно јарчеву песму у дословном значењу, зато што је јарац животиња посвећена богу Дионису. Италијански театролог Чезаре Молинари тумачи јарчеву песму – песмом хора сатира, а могуће и хореута (који су певали цео дитирамб), или би то могао бити корифеј, или писац дитирамба, који је у хору играо улогу диригента и солисте. Према Гордану Маричићу: „Претпоставка је да су сатири били чланови хора костимирани као јарчеви, дакле ,људи-јарци’”. Отуда је и постала реч трагедија, тј. песма коју певају људи преодевени у сатире. Хоровођа се
касније одваја од хора, што представља почетак драмског облика.
Примери дитирамба у српској књижевности могу се наћи првенствено у поезији Бранка Радичевића, али и других песника, као што су Јован Јовановић Змај (песма „Ала је леп овај свет”), Стеван Раичковић (песма „Хвала сунцу, земљи, трави”) и други.